# Alcalà del Xúquer

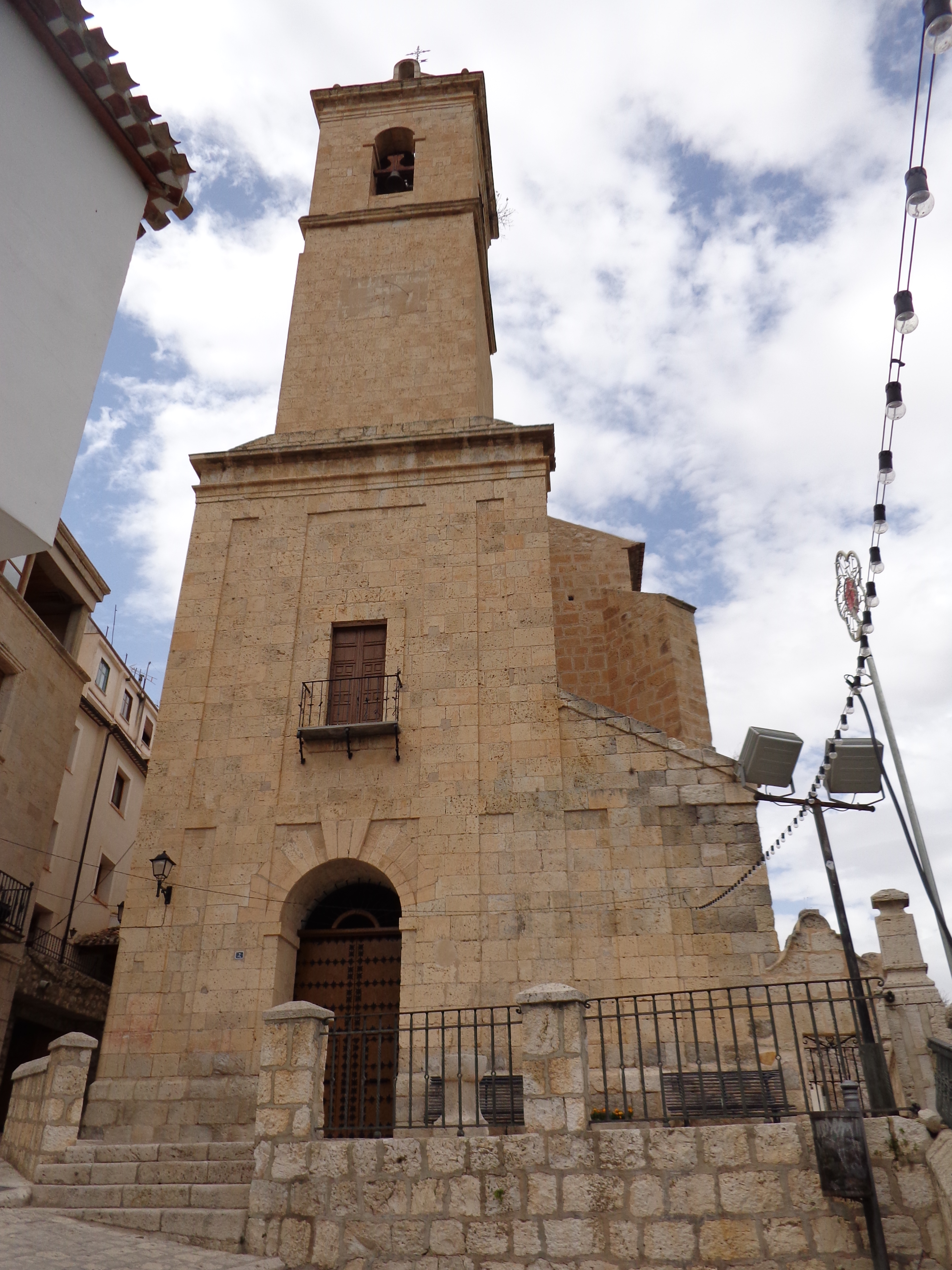
Iglesia de San Andrés Apóstol.

Alcalà del Xúquer (en castellà i oficialment Alcalá del Júcar) és un municipi de la província d'Albacete que es troba a 65 km de la capital de la província i limita amb Abengibre, Alatoz, Alborea, Carcelén, Casas de Ves, Casas-Ibáñez, Fuentealbilla i La Recueja, i pertany al partit judicial de Casas-Ibáñez. El riu Xúquer travessa el municipi.
Dins del terme municipal trobem les pedanies de Casas del Cerro, Las Eras, La Gila, Marimínguez, Tolosa i Zulema.

## Història
Conquerida per Alfons VIII el 1211 encara que perduda poc després, després de la seva conquesta definitiva es va repoblar amb gent d'Alarcón.

### Patrimoni, monuments i llocs d'interès
La vila està declarada Conjunt Històric-Artístic. Podem trobar:
- Castell del segle xv.
- Església Parroquial.
- Habitatges excavats en les roques.
- Plaça de Toros, única en el seu gènere per la seva forma irregular.
- Cova del Garadén.
- Ermita de San Lorenzo.
- Puente de La Rambla

### Festivitats
- Festes Majors del 8 al 15 d'agost en honor del seu patró Sant Llorenç